# Космос в супрематизме

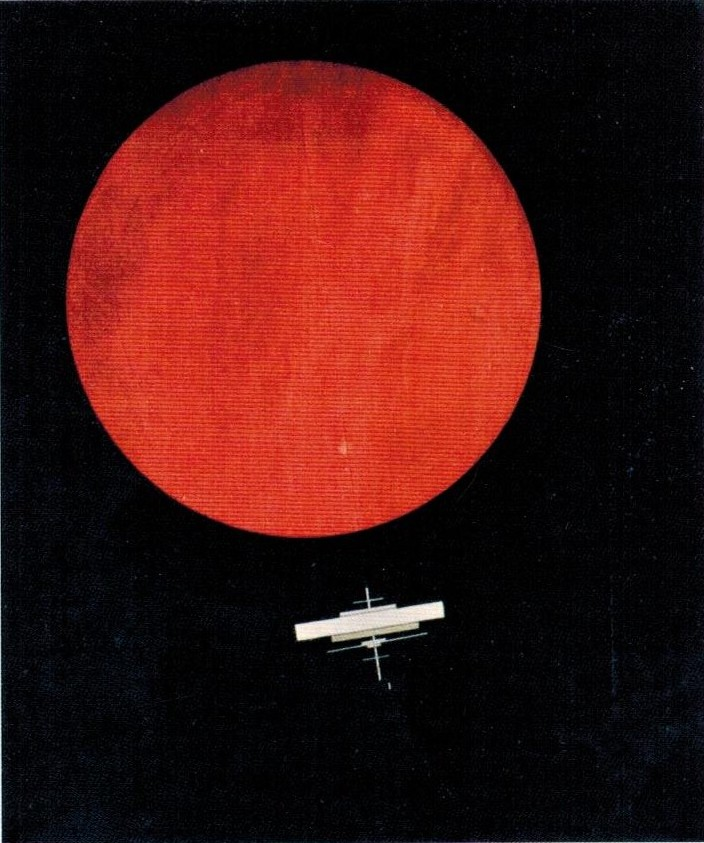
Илья Чашник. Красный круг на чёрной поверхности. 1925

Ко́смос в супремати́зме — одна из ключевых тем супрематизма, появившаяся в 1916—1918 годах в графических и живописных работах Казимира Малевича и в дальнейшем получившая развитие в работах его учеников.

## История
Искусствовед Дмитрий Горбачёв так публично высказался о теме космоса в супрематизме в 2016 году на выставке «Малевич +» в Киеве:
…Малевич называл свой супрематизм «моделью космоса». Говорил, как в космосе нет веса — и у него нет, как в космосе вращаются геометрические фигуры — так и у него, в космосе нет горизонта и перспективы — и у него то же самое. А еще космос держится на ритме, и Малевич одним из первых открыл привлекательность ритма для композиции. До него считалось, что в живописи главное — сюжет. А он доказал, что ритм является важнейшим энергетическим рычагом искусства, более того, этим ритмом можно руководить. В этом — смысл и главный признак искусства.
Дальнейшее развитие идей Казимира Малевича связано с именами участников возглавлявшегося К. Малевичем витебского УНОВИСа Эля Лисицкого и Лазаря Хидекеля. Эль Лисицкий создает в Витебске свои ПРОУНы — аксонометрические изображения находящихся в равновесии различных по форме геометрических тел, то покоящихся на твердом основании, то как бы парящих в космическом пространстве. После отъезда Лисицкого из Витебска архитектурную студию УНОВИСа возглавил Лазарь Хидекель, который, осознал эти формы как космические станции. Супрематические структуры и объемы воспринимаются им как космические жилища будущих землян.

## Комментарии
1. ↑  Именно этот набор рисунков Казимира Малевича приводит Селим Хан-Магомедов в главе «Космические супремы К. Малевича (1916—1918)» своей монографии «Супрематизм и архитектура (проблемы формообразования)» (2007).

## Выставки
- The Cosmos of the Russian Avant-Garde: Art and Space Exploration, 1900-1930. Греция, 2010.